# Gliese 676 Ae
Gliese 676 Ae è un pianeta extrasolare orbitante attorno alla stella Gliese 676 A a circa 53 anni luce dalla Terra. È il secondo in ordine di distanza dalla sua stella ed è il primo dei giganti gassosi del sistema.